# Hydropsyche injusta
Hydropsyche injusta är en nattsländeart som beskrevs av Banks 1938. Hydropsyche injusta ingår i släktet Hydropsyche och familjen ryssjenattsländor. Inga underarter finns listade i Catalogue of Life.